# Miazga pokarmowa
Miazga pokarmowa – treść przewodu pokarmowego zwierząt, która po obróbce mechanicznej i enzymatycznej w jamie ustnej została zmieszana z sokiem żołądkowym w żołądku i uległa przekształceniu w papkowatą, płynną masę. Miazga zalega w żołądku od 2 do 4 godzin. Czas ten może się różnić w zależności od rodzaju spożytego pokarmu (np. białka i tłuszcze mogą powodować spowolnienie procesu). W przypadku spożycia tłustego i obfitego pokarmu, miazga może zalegać w żołądku do 16 godzin. Po tym czasie zaczyna się powoli przesuwać w kierunku odźwiernika i dalej ku dwunastnicy, która stanowi wstępny odcinek jelita cienkiego.